# Es sang vor langen Jahren
Es sang vor langen Jahren, sous-titré Motette für de la Motte,  est une œuvre pour voix d'alto ou contreténor, violon et alto écrite par Arvo Pärt, compositeur estonien associé au mouvement de musique minimaliste.

## Historique
La première exécution publique a eu lieu à Hanovre en 1984 par Andrea Grobb, Markus Honegger au violon et Burghard Teichert à l'alto.

## Structure
En un seul mouvement d'une durée d'environ quatre minutes.

## Discographie
- Sur le disque Arbos, par le Hilliard Ensemble dirigé par Paul Hillier, chez ECM Records (1987)[2]